# Нетизен
Нетизен, или „интернет гражданин“, произлиза от английското „Internet citizen”, което означава човек, участващ активно в онлайн общества . Терминът е създаден от компютърния специалист, Майкъл Хубен (Michael Hauben) през 1992 г., който го въвежда, за да покаже, че активният интернет потребител трябва да има чувство за гражданска отговорност към своето виртуално общество, по същия начин, по който проявява гражданска отговорност към своето реално общество .